# Premi Évariste Galois
El premi Évariste Galois, instituït l'any 1962 per la Societat Catalana de Matemàtiques, reconeix treballs de recerca, bibliogràfics o d'assaig sobre matemàtiques i s'adreça a estudiants de màster i doctorat. Cal que siguin inèdits i redactats en català o anglès. Si són en anglès, cal que s'acompanyin d'un ampli resum en català.
La dotació econòmica és de 1000 € i es contemplen fins a dos accèssits, sense dotació econòmica.